# Rodoviária do Lis
A Rodoviária do Lis é uma empresa privada de transportes públicos coletivos, concessionária do serviço público de transporte rodoviário de passageiros na região de Leiria, Portugal. Surge em 2016, em virtude do desmembramento das operações da Rodoviária do Tejo (Direção Operacional de Leiria) e da Viva Bus – Transportes nesta região. A empresa assegura as ligações rodoviárias entre os diversos concelhos da região (assim como os principais polos urbanos dos concelhos vizinhos), os transportes urbanos de Leiria (“Mobilis”: 7 carreiras), Porto de Mós (“Vamós”: 2 carreiras) e Batalha (“Gira Batalha”: 2 carreiras).